# ディア・ブラザー
『ディア・ブラザー』（原題: Conviction）は、2010年のアメリカ映画。無実であるにも関わらず、殺人罪で服役することになった兄を助けるため、弁護士になった女性ベティ・アン・ウォーターズの半生を描く。日本では劇場公開されずビデオスルーとなった。

## ストーリー
ケニーとベティ・アン・ウォーターズは、無関心な母親のもとに生まれた兄妹だった。自分たちで身を守らなければならず、二人はとても仲が良かったが、やがて別々の里親のもとへ送られた。現在、ベティ・アンは2人の息子を持つ母であり妻でもあるが、彼女の生活は今なお兄を中心に回っている。その兄は問題の多い若者時代を過ごし、現在は終身刑で服役している。
当初、ケニーは、1980年5月21日マサチューセッツ州エイヤーで起きた、近隣のカセリナ・ライツ・ブラウの殺人事件に関連して、ナンシー・テイラー巡査による取り調べを受けた。釈放されたものの、2年後、テイラーが新たに持ち出した証言（元妻ブレンダと元恋人ロザンナのもの）を根拠に逮捕、起訴された。裁判で提示された証拠は情況証拠に過ぎなかったが、それに加えて血液型に基づくごくわずかな証拠があったことから、ケニーは第1級殺人罪で有罪となり、仮釈放なしの終身刑を言い渡された。
服役から3年後、ケニーが自殺を図ったことを知ったベティ・アンは、兄の無実を証明するために、学校へ戻って弁護士になる決意をする。夫は無実を疑い、協力的ではなく、最終的に二人は別居、離婚する。学業の都合で子どもたちと過ごす時間が減ると、子どもたちは母との生活に不満を漏らすようになる。学業に苦しみ、意欲を失い、疲れ切ったベティ・アンは授業に出なくなるが、同級生のエイブラが彼女を励まし、学業を継続させる。
ベティ・アンは、DNA型鑑定という新たな手法が、ケニーの有罪を覆す鍵になりうると気づく。当時の裁判では血液型までしか一致していなかったからだ。彼女はイノセンス・プロジェクトの弁護士バリー・シェックに連絡を取る。しかし、抱える案件の多さから、少なくとも18か月は待たなければならない。もし自ら司法試験に合格し、血液証拠を見つけて鑑定させることができれば、事態は好転する。彼女は司法試験に合格するが、証拠は6年前に破棄されたと告げられる。
それでも諦めないベティ・アンは、ナンシー・テイラーが別の警官を陥れようとして警察から解雇されていたことを知る。彼女とエイブラはボストンの裁判所へ赴き、責任者に証拠をよく探すよう懇願すると、はたして証拠が見つかる。DNA型鑑定の結果、その血液はケニーのものではないと判明する。ベティ・アンとケニーは釈放を目前にして大喜びだが、地方検事のマーサ・コークリーは、有罪判決の取り消しを拒否する。たとえDNAが一致しなくても、ケニーが共犯だという証拠は十分にあると言うのだ。ケニーは、過ちを認めようとしない当局がどうにかして自分を刑務所から出さないようにすると確信する。しかし、シェックはベティ・アンに対し、DNA型鑑定の結果はケニーの無実を示すだけでなく、検察側証人たちが嘘をついていたことの証明にもなると説明する。
ベティ・アン、エイブラとシェックは、検察側証人のうちケニーの元妻と元恋人を訪ねる。二人とも涙ながらに、テイラー巡査に脅されて裁判で偽証したことを認める。ケニーの有罪判決は取り消され、2001年6月にケニーは釈放される。ベティ・アンは、ケニーが服役していた間ずっと連絡を取ろうとしていたと姪を説得し、ようやくケニーは娘と、そして甥っ子たちと再会を果たす。
エピローグでは、ベティ・アンがイノセンス・プロジェクトとともに、冤罪を防ぐための活動を続けているとの説明がある。彼女はまた、ナンシー・テイラーとエイヤー警察を相手に多額の和解金を勝ち取ったが、テイラーは、時効のため刑事責任を免れている。カセリナ・ブラウ殺害の真犯人は見つかっていない。

## キャスト
※括弧内は日本語吹替
- ベティ・アン・ウォーターズ - ヒラリー・スワンク（朴璐美）
- ケニー・ウォーターズ - サム・ロックウェル（家中宏）
- エイブラ・ライス - ミニー・ドライヴァー（高乃麗）
- ナンシー・テイラー - メリッサ・レオ（寺内よりえ）
- リック・ミラー - ローレン・ディーン
- バリー・シェック - ピーター・ギャラガー（高宮俊介）
- 検事 - タリア・バルサム（沢海陽子）
- ベン・ミラー - オーウェン・キャンベル（島﨑信長]
- リチャード・ミラー - コナー・ドノヴァン（伊藤有希）
- エリザベス・ウォーターズ - カレン・ヤング（火野カチコ）
- ロザンナ・ペリー - ジュリエット・ルイス（込山順子）
- ピーターズ - トーマス・D・マハード（伊藤和晃）
- ブレンダ・マーシュ - クレア・デュヴァル（佐藤しのぶ）

その他の日本語吹替：みやざこ夏穂、羽飼まり、平野夏那子、上田燿司、牛田裕子、田中明生、高橋里枝、かぬか光明
日本語版制作スタッフ 演出：中野洋志、翻訳：寺尾知寿子、調整：中川ふみ子、制作：ACクリエイト